# Choeropotamus
Choeropotamus és un gènere extint de mamífers artiodàctils de la família dels queropotàmids que visqueren a l'Europa occidental durant l'Eocè, fa entre 33,9 i 41,3 milions d'anys. Se n'han trobat restes fòssils a Alemanya, Espanya (incloent-hi el jaciment paleontològic de Roc de Santa, al Pallars Jussà), França, el Regne Unit i Suïssa. Durant molt de temps fou considerat l'únic gènere de la seva família. Les espècies d'aquest grup eren queropotàmids grossos i de cap baix i ample. Tenien les dents molars quadrades i dotades de quatre cúspides principals. El nom genèric Choeropotamus (originalment Chæropotamus) significa ‘porc de riu’.